# براد باترورث
براد باترورث (بالإنجليزية: Brad Butterworth)‏ هو متسابق يخت نيوزيلندي، ولد في أبريل 1959 في تي أواموتو ‏ في نيوزيلندا.

## وصلات خارجية
- الموقع الرسمي
- براد باترورث على موقع الاتحاد الدولي للملاحة الشراعية (موقع جديد) (الإنجليزية)
- براد باترورث على موقع الاتحاد الدولي للملاحة الشراعية (موقع قديم) (الإنجليزية)